# Daniel Friedman
Pour les articles homonymes, voir Friedman.
Ne pas confondre avec Daniel Friedmann, sociologue français
Daniel Friedman, né en 1980 à Memphis dans le Tennessee aux États-Unis, est un écrivain américain, auteur de roman policier.

## Biographie
Il fait des études à la White Station High School (en) et à l'université de New York.
En 2012, il publie son premier roman, Don't Ever Get Old pour lequel il est lauréat en 2013 dans la catégorie meilleur premier roman du prix Macavity. Il y met en scène Buck Schatz, retraité de 87 ans, ancien policier de Memphis.  

## Œuvre

### Romans

#### SérieBuck Schatz
- Don't Ever Get Old (2012)
  - Ne deviens jamais vieux !, Sonatine Éditions (2013)  (ISBN 978-2-355-84182-8), réédition J'ai lu no 10347 (2015)  (ISBN 978-2-290-07259-2)
- Don't Ever Look Back (2014)
  - Ne deviens jamais pauvre !, Sonatine Éditions (2015)  (ISBN 978-2-35584-325-9)
- Running Out of Road (2020)

#### SérieLord Byron
- Riot Most Uncouth (2015)

## Prix et distinctions

### Prix
- Prix Macavity 2013 du meilleur premier roman pour Don't Ever Get Old